# Клара, Роланд
Роланд Клара (итал. Roland Clara; род. 8 марта 1982, Брунико, Трентино-Альто-Адидже) — итальянский лыжник, участник Олимпийских игр в Ванкувере, призёр этапов Кубка мира. Специалист дистанционных гонок, более успешно выступает в гонках свободным ходом. 
На этапах Кубка мира дебютировал в марте 2005 года, сразу же попав в тройку сильнейших. Всего на сегодняшний день имеет два призовых места — оба в эстафетах, в личных гонках не поднимался выше пятого места. 
Лучшим достижением в итоговом зачёте Кубка мира является 39-е место в сезоне 2008/2009. 
На Олимпиаде-2010 в Ванкувере занял 36-е место в масс-старте на 50 км. 
За свою карьеру принимал участие в трёх чемпионатах мира. Лучший результат — 4-е место в эстафете на чемпионате 2009 года, в личных гонках — 5-е место в дуатлоне на том же чемпионате.
Использует лыжи и ботинки производства фирмы Fischer.